# Gábor Marton
Gábor Marton est un astronome hongrois.
Après être diplômé de l'Université Loránd Eötvös en 2008, il obtient un doctorat dans le domaine de l'astronomie en 2014. Il est connu notamment pour avoir découvert Xiangliu, le satellite du gros transneptunien (225088) Gonggong.